# Thonburi University Stadium
Das Thonburi University Stadium (Thai สนามมหาวิทยาลัยธนบุรี) ist ein Fußballstadion im Bezirk Nong Khaem in der thailändischen Hauptstadt Bangkok. Es wird derzeit hauptsächlich für Fußballspiele genutzt und ist das Heimstadion vom Drittligisten Raj-Pracha Football Club. Das Stadion hat eine Kapazität von 1500 Personen. Eigentümer und Betreiber des Stadions ist die Thonburi University.

## Nutzer des Stadions
| Verein              | Zeitraum der Nutzung |
| ------------------- | -------------------- |
| Raj-Pracha FC       | 2018 bis heute       |
| Nakhon Si United FC | 2016                 |
| BGC FC              | 2013                 |